# Porasilus
Porasilus is een vliegengeslacht uit de familie van de roofvliegen (Asilidae).

## Soorten
- P. barbiellinii Curran, 1934
- P. cerdai Tomasovic, 2002
- P. garciai Lamas, 1971
- P. intermedius Lamas, 1971
- P. lesbius Lamas, 1971
- P. satyrus Lamas, 1971
- P. senilis (Wiedemann, 1828)